# Carl Koch (Maler, 1806)

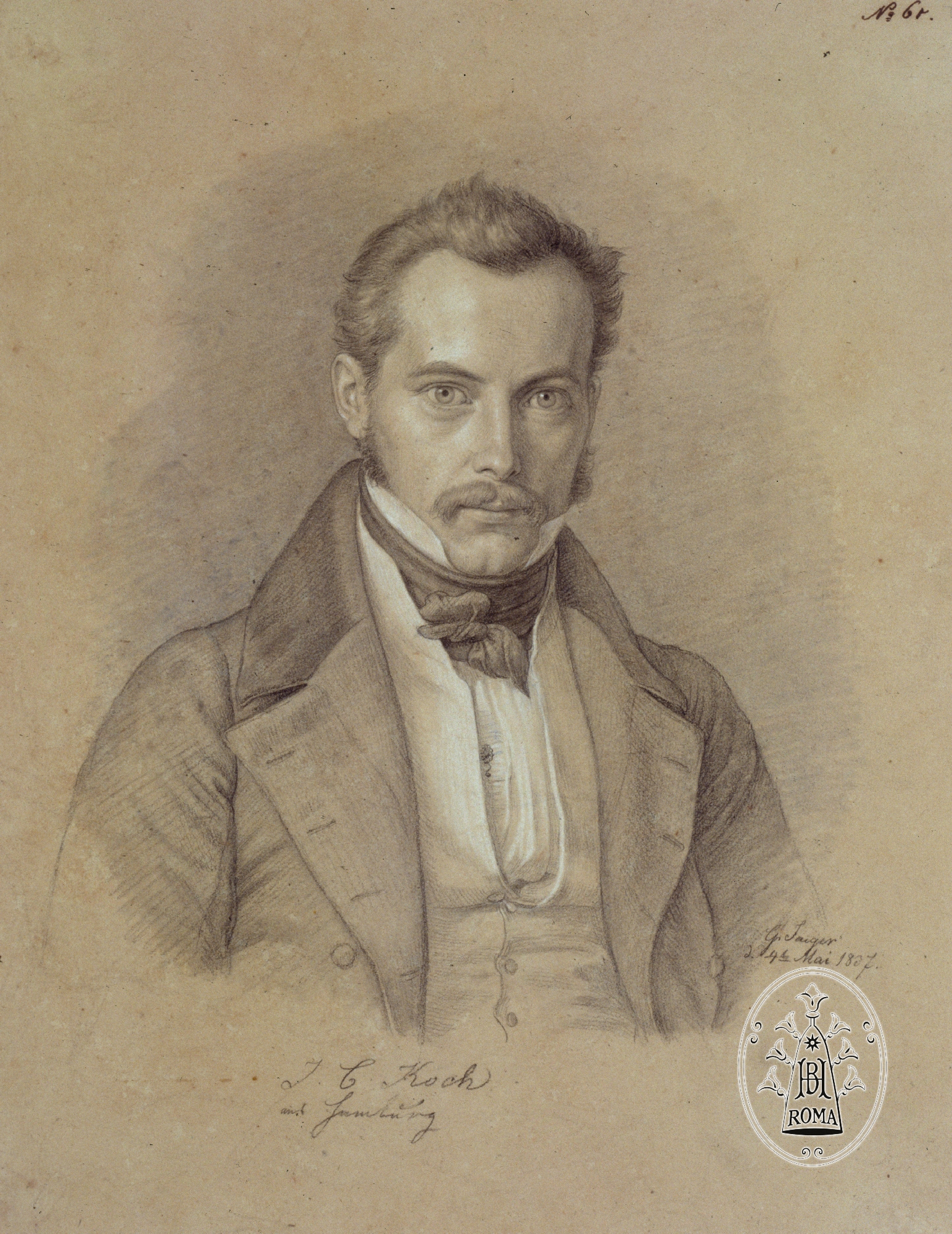
Johann Carl Koch, gezeichnet von Gustav Jäger, Rom 4. Mai 1837

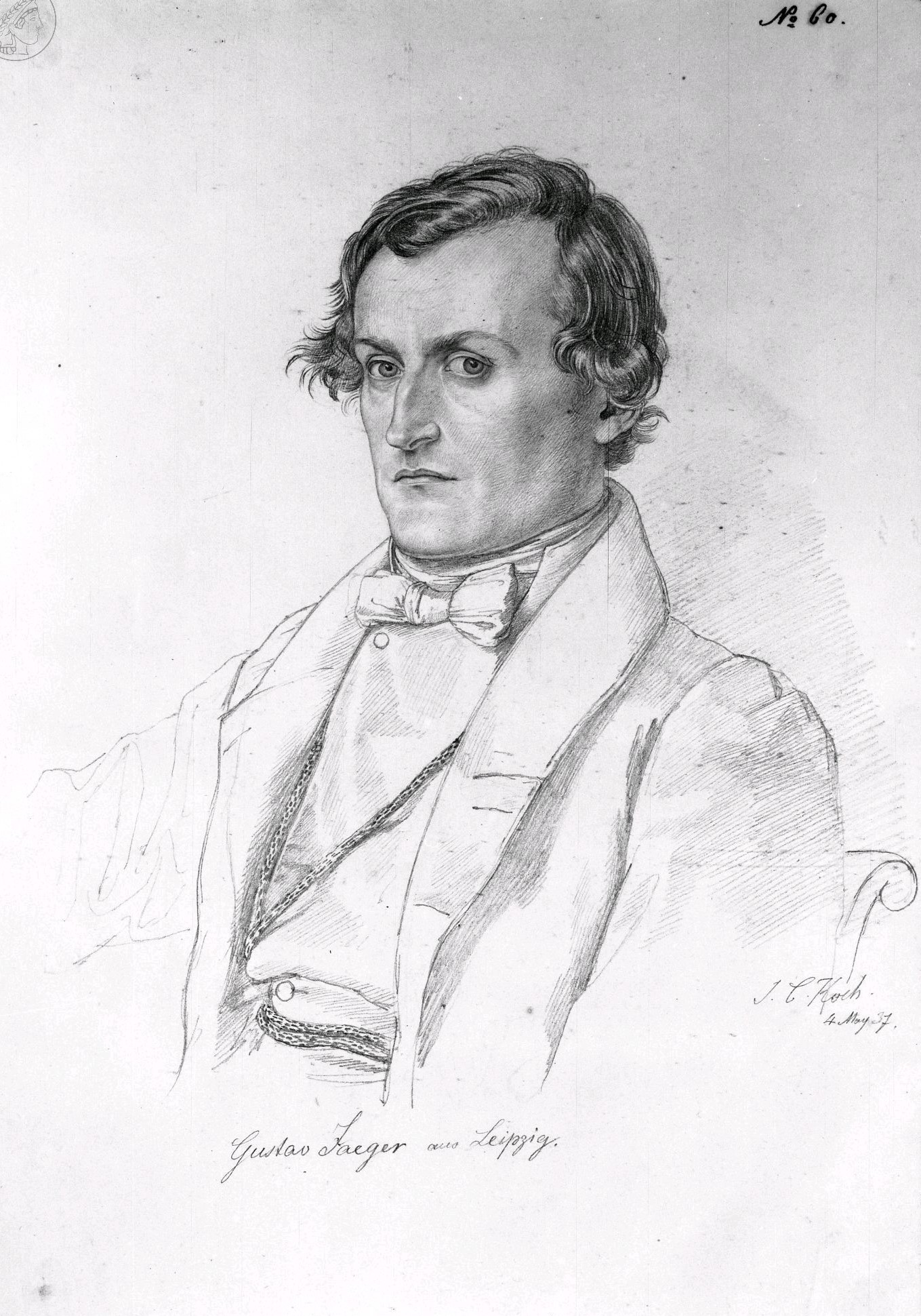
Johann Carl Koch, Porträt Gustav Jäger, Rom 4. Mai 1837

Johann Carl Koch (auch Karl Koch; * 31. Mai 1806 in Hamburg; † 11. Mai 1900 in Speyer) war ein deutscher Maler, Freskant, Grafiker, Lithograf und Zeichner, der mit einzelnen Werken auch den Nazarenern zugeordnet wird. Zu seinen bekanntesten Werken gehörte das im Zweiten Weltkrieg zerstörte Fresko Bonifazius weiht Kirche und Stift Fulda feierlich ein in der Basilika der Abtei St. Bonifaz (München).

## Künstlerischer Werdegang
Nach dem Besuch der Zeichenschule von S. Bendixen 1823–26 ging Koch 1827 nach München, um an der Münchener Akademie unter anderem von Peter Cornelius, Julius Schnorr von Carolsfeld, Joseph Schlotthauer und Heinrich Hess ausbilden zu lassen. Seinen Lebensunterhalt verdiente er sich da bereits mit Porträtminiaturen und Zeichenunterricht. Während dieser Zeit freundete er sich mit seinen Landsmännern Victor Emil Janssen und Friedrich Wasmann an, war also ein Mitglied der Hamburger Künstlerkolonie in München. In München begann er auch mit lithografischen Reproduktionen sein Geld zu verdienen.
Bereits 1833 zog ihn Hess zur Ausmalung der Allerheiligen-Hofkirche in München hinzu. Zur Vorbereitung seiner Mitarbeit an den Fresken in St. Bonifaz reiste Koch 1836 nach Rom, wo er sich dem Kreis um Friedrich Overbeck anschloss. Mit Overbeck war er entfernt verwandt, dieser war der Neffe von Johann Christian Jauch senior, dem Ehemann von Kochs Tante. 1839 kehrte er nach München zurück und vollendete seine Arbeit in der Basilika 1844. Im Auftrag Johann von Schraudolphs arbeitete er 1847 an Kartons für den Dom zu Speyer und führte 1849 dort das Fresko Aufbruch des Hl. Bernhard in Speyer aus. 
Seiner Tätigkeit ab 1854 an der Gewerbeschule Speyer folgte von 1866 bis 1878 die am dortigen Königlich-Bayerische Realgymnasium als Schulprofessor im Unterrichtsfach Kunst.
Stilistisch schloss sich Koch ganz den Nazarenern und insbesondere Heinrich Hess und Schraudolph an. Da seine bedeutendsten Werke heute zerstört sind, lebt sein Name vor allem in der Reproduktionsgrafik weiter.

## Werke
- 1830: Transparentgemälde zu Ehren von Peter von Cornelius als Lithografie nach einer Vorlage von Julius Schnorr von Carolsfeld[4]
- um 1833: Doppelbildnis der zwei Söhne Eugen und Max (im jugendlichen Alter) von Heinrich Hess (Bleistift auf Velin, 18,6 cm × 24,9 cm)
- 1837: Porträt des Malers Gustav Jäger
- um 1844: Porträt Carl Gustav Carus, Lithografie nach dem Gemälde von Julius Hübner[5]
- 1846: Hl. Maria mit dem Kind und Johannesknaben., Ölgemälde auf Leinwand und auf Holz aufgezogen, lasiert und mit 1846 datiert und den Maßen 105 cm × 76 cm. Mit dem Ausscheidungsvermerk der Hamburger Kunsthalle auf der Rückseite und eine Restaurationsaufkleber von 1928
- 1849: Fresko Aufbruch des Hl. Bernhard in Speyer im Speyrer Dom
- Abzug des hl. Bernhard aus Speyer und wie derselbe einen lahmen Knaben heilt von J. C. Koch
- 1857: Die 1857 im Bau befindliche Domfassade in Speyer (Fotografie) im Bestand des Historischen Museums der Pfalz

### Sammlungen
- 1827: Porträt eines Gentlemens[6]